# Сен-Феликс-де-Бурдей
Сен-Фели́кс-де-Бурде́й (фр. Saint-Félix-de-Bourdeilles) — коммуна во Франции, находится в регионе Аквитания. Департамент — Дордонь. Входит в состав кантона Брантом. Округ коммуны — Нонтрон.
Код INSEE коммуны — 24296.

## География

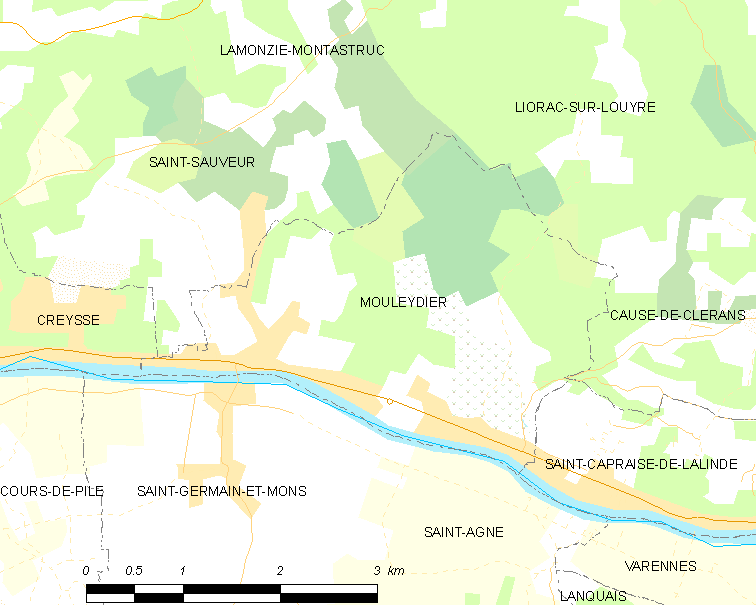
Карта коммуны

Коммуна расположена приблизительно в 410 км к югу от Парижа, в 115 км северо-восточнее Бордо, в 29 км к северо-западу от Перигё.

### Климат
Климат умеренный океанический со средним уровнем осадков, которые выпадают преимущественно зимой. Лето здесь долгое и тёплое, однако также довольно влажное, здесь не бывает регулярных периодов летней засухи. Средняя температура января — 5 °C, июля — 18 °C. Изредка вследствие стечения неблагоприятных погодных условий может наблюдаться непродолжительная засуха или случаются поздние заморозки. Климат меняется очень часто, как в течение сезона, так и год от года.

## Население
Население коммуны на 2010 год составляло 70 человек.
| 1962 | 1968 | 1975 | 1982 | 1990 | 1999 | 2010 |
| ---- | ---- | ---- | ---- | ---- | ---- | ---- |
| 105  | 85   | 85   | 61   | 53   | 58   | 70   |

## Администрация
| Период | Период | Фамилия           | Партия                    | Примечания |
| ------ | ------ | ----------------- | ------------------------- | ---------- |
| 1985   | 2014   | Филипп де Курсель | Союз за народное движение |            |
| 2014   | 2020   | Анемон Ланде      |                           |            |

## Экономика
В 2010 году среди 40 человек трудоспособного возраста (15-64 лет) 27 были экономически активными, 13 — неактивными (показатель активности — 67,5 %, в 1999 году было 67,6 %). Из 27 активных жителей работали 23 человека (13 мужчин и 10 женщин), безработных было 4 (0 мужчин и 4 женщины). Среди 13 неактивных 3 человека были учениками или студентами, 9 — пенсионерами, 1 был неактивным по другим причинам.

## Фотогалерея

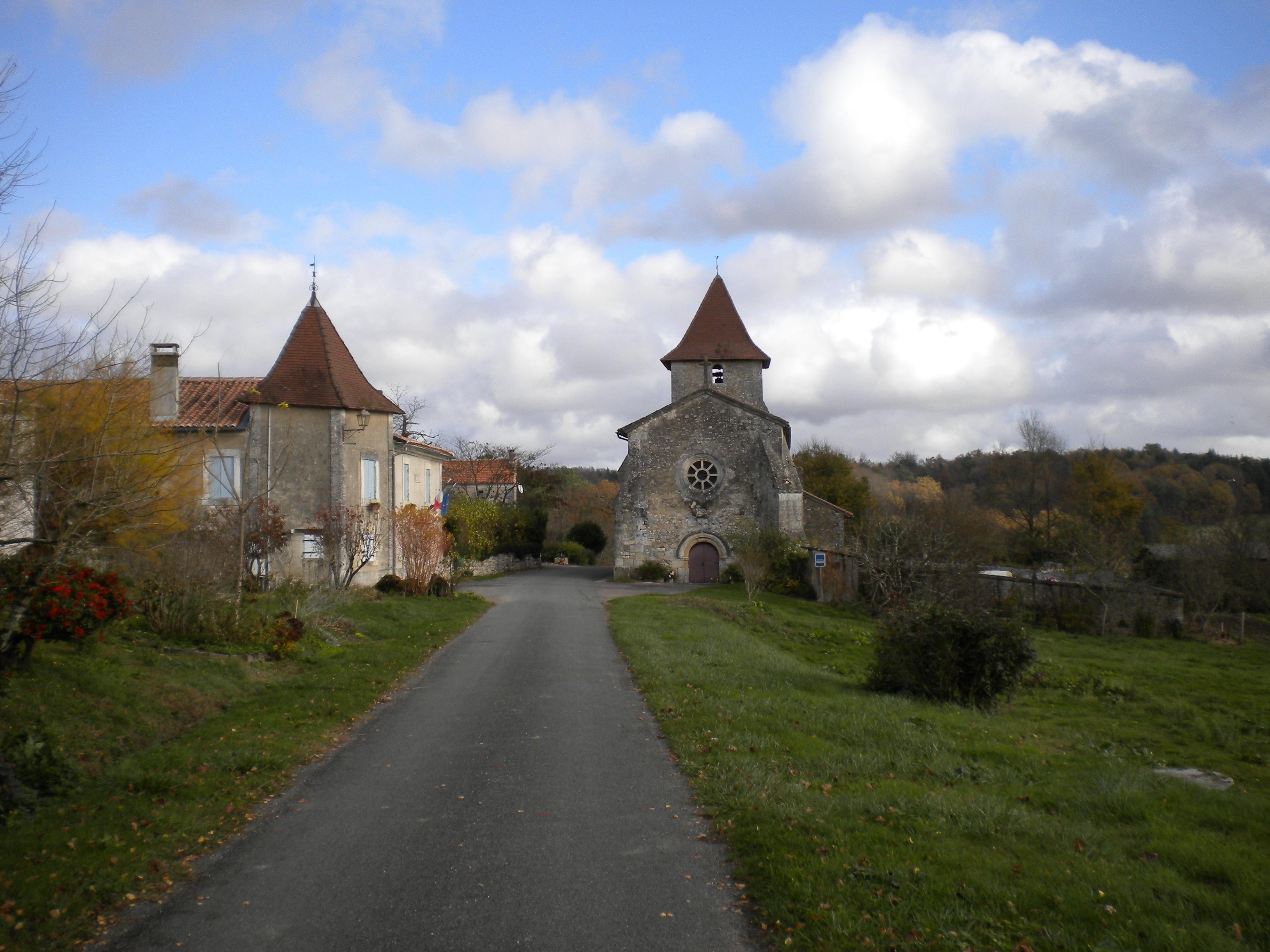
Сен-Феликс-де-Бурдей
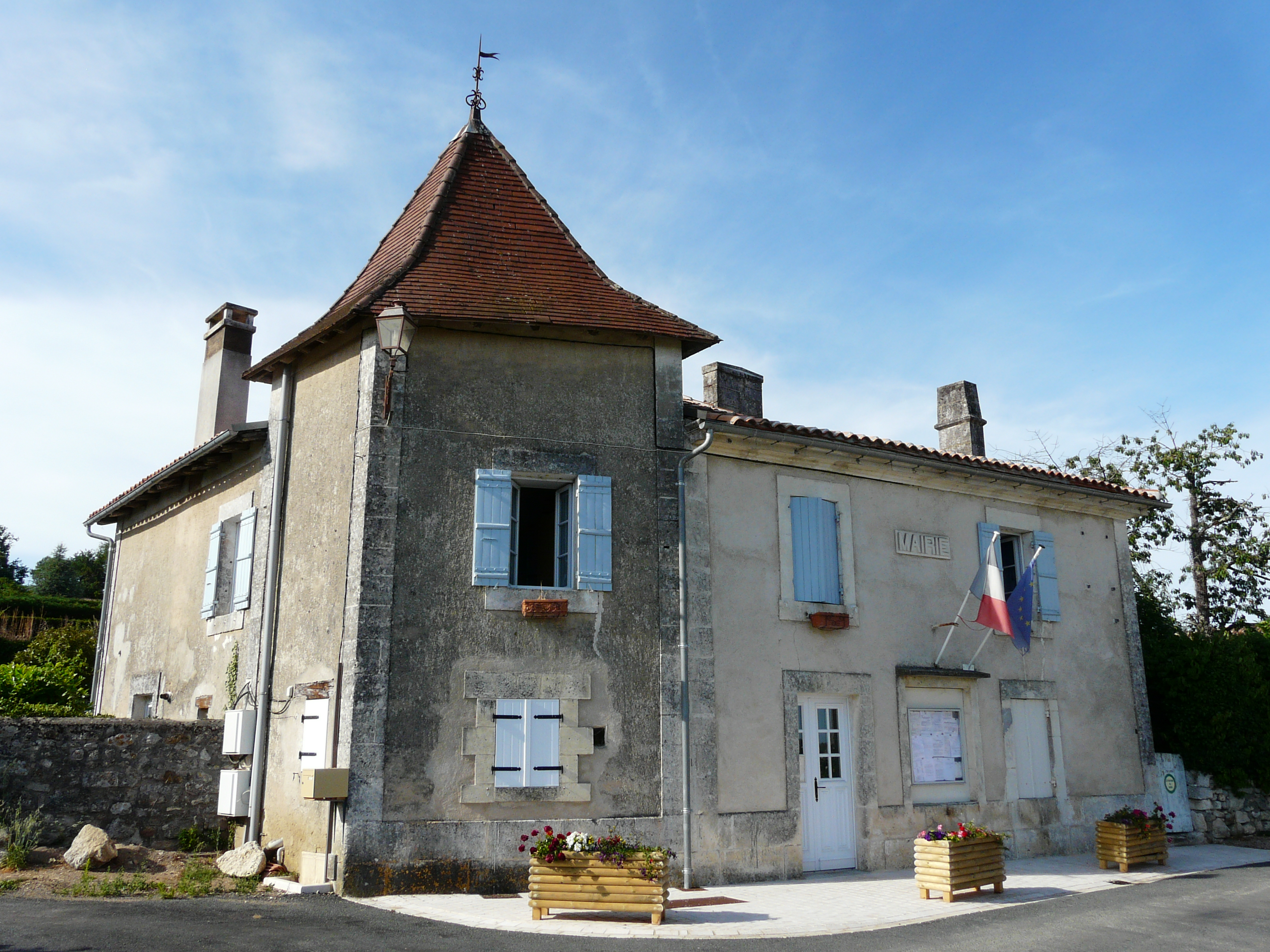
Мэрия
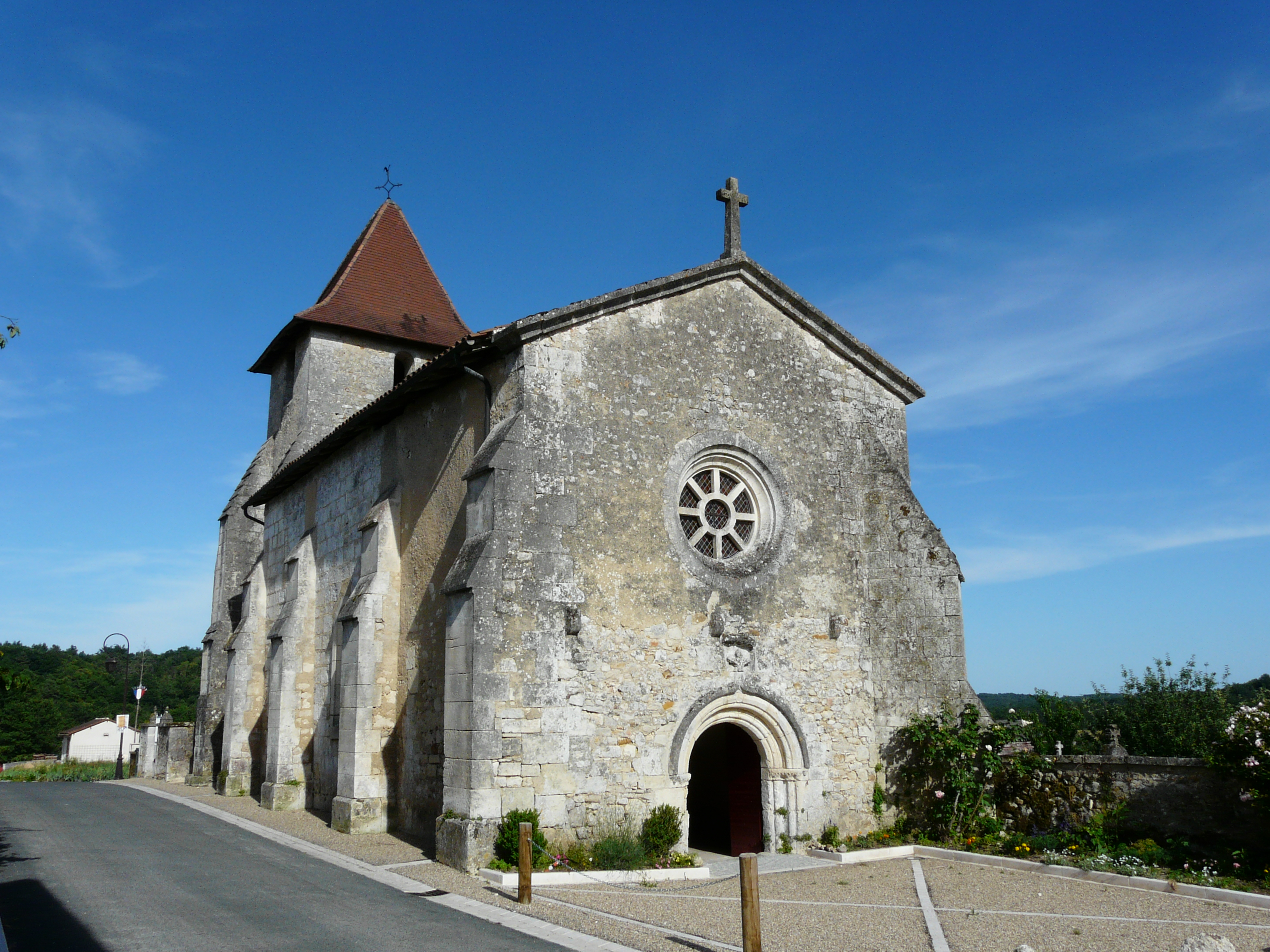
Церковь
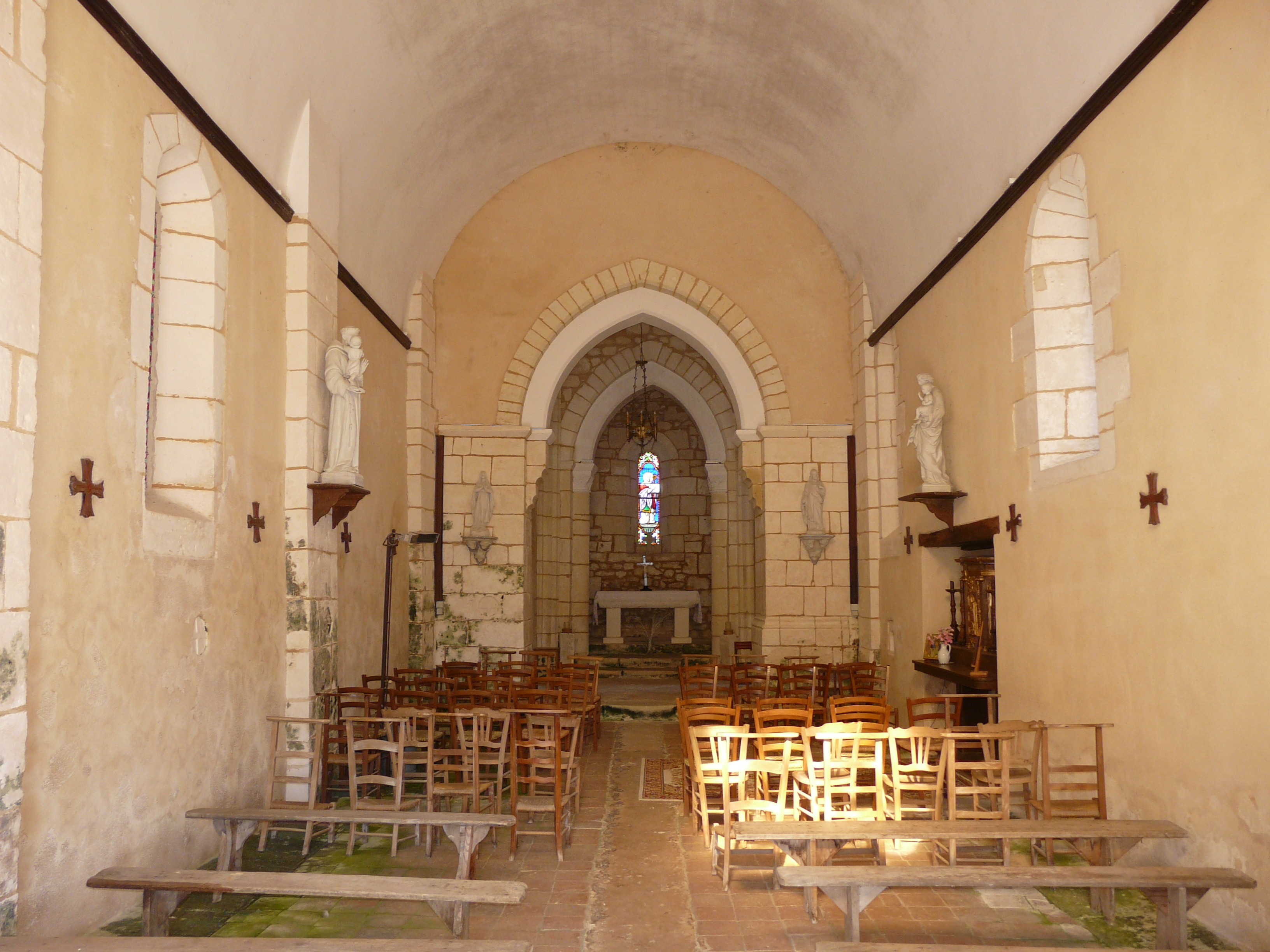
Интерьер церкви